# Германци в Уругвай
Германците в Уругвай са етническа група в Уругвай.

## Численост
В страната живеят общо 50 000 германци. От тях 1167 (2011) са обявили Германия за родина.

## Религия
Основната религия на германците в Уругвай е християнството. Съвсем малка част от тях са евреи.

## Институции
- Фондация „Фридрих Еберт“ (офис) [4]
- Фондация „Конрад Аденауер“ (офис) [5]
- Гьоте-институт (офис) [6]

## Известни личности
- Карлос От